# Aéroport d'Osorno
L'aéroport Cañal Bajo Carlos Hott Siebert (espagnol : Aeródromo Cañal Bajo Carlos Hott Siebert) (code IATA : ZOS • code OACI : SCJO) est un aéroport situé à 7 km à l'est d'Osorno, une ville dans la région des Lacs du Chili.

## Situation

### Carte des aéroports du Chili
| \| 100 km1:8 652 000 \| Porvenir El Salvador La Serena Mocopulli Valdivia Pucón Puerto Montt Puerto Williams Antofagasta Arica El Loa Iquique Osorno Balmaceda Araucanie Désert de l'Atacama Santiago Concepcion Île de Pâques Punta Arenas |
| 100 km1:8 652 000 |

## Compagnies aériennes et destinations
| Compagnies  | Destinations |
| ----------- | --- |
| LATAM Chile | Santiago du Chili-A.-M.-Benítez, Valdivia-Pichoy                                                                     |
| Sky Airline | Concepcion-Carriel Sur, Puerto Montt (El Tepual), Santiago du Chili-A.-M.-Benítez, Temuco-Araucanie, Valdivia-Pichoy |